# Go Transport
Go Transport, cuyo nombre legal es Go Transport Servicios 2018, S.A., es una empresa ferroviaria española fundada el 7 de marzo de 2018 para transportar mercancías por ferrocarril, tras la liberalización del transporte ferroviario en España.
Obtuvo la licencia de empresa operadora ferroviaria en la Red Ferroviaria de Interés General para viajeros y mercancías el 30 de enero de 2019 y la correspondiente certificación de seguridad de manos de la Agencia Estatal de Seguridad Ferroviaria.
Go Transport se adjudicó 4 locomotoras y 96 vagones en el concurso de venta de material excedentario de Renfe Mercancías, convirtiéndose en el segundo operador ferroviario en número de locomotoras adquiridas a la pública, tan solo por detrás de Low Cost Rail, que se adjudicó un total de 23.

## Material rodante
- Tres locomotoras de la Serie 269 de Renfe arrendadas por renfe (050, 060 y 084).[4]